# Lus-la-Croix-Haute
Pour les articles homonymes, voir Lus (homonymie).

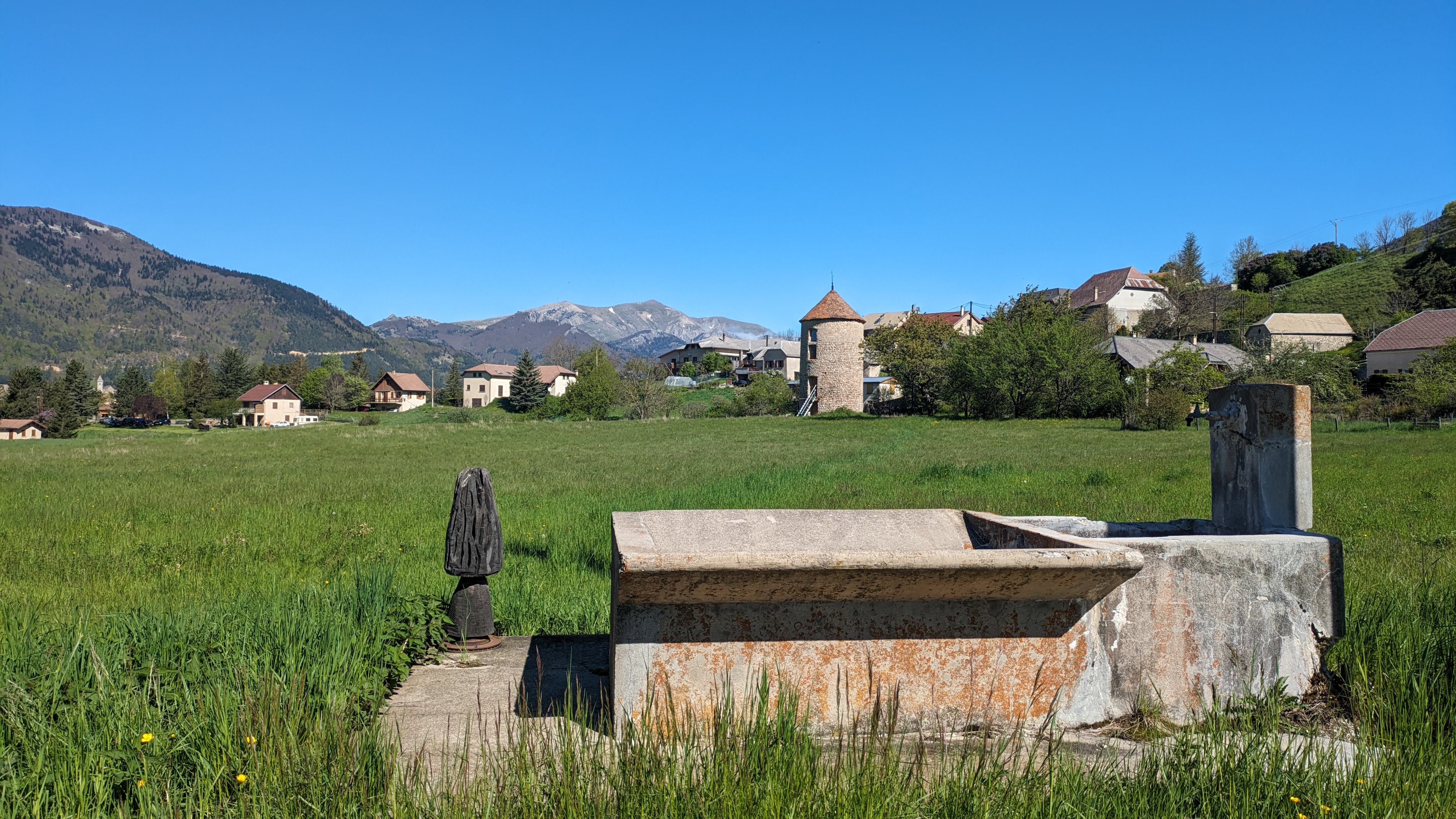
Vue de la vallée de Lus, près du hameau des Corréardes. À l'arrière-plan, le Jocou (2051m)

Lus-la-Croix-Haute est une commune française située dans le département de la Drôme (en Dauphiné) en région Auvergne-Rhône-Alpes.

## Géographie
Lus-la-Croix-Haute est la deuxième commune la plus vaste du département de la Drôme (87,2 km2), derrière Châtillon-en-Diois 110 km2.

### Localisation
La commune est située entre le massif du Dévoluy à l'est, le Trièves au nord, le Diois à l'ouest et le Pays du Buëch au sud. Elle est à mi-chemin entre Clelles et Aspres-sur-Buëch.

Elle est mitoyenne des départements de l'Isère et des Hautes-Alpes.

### Relief et géologie

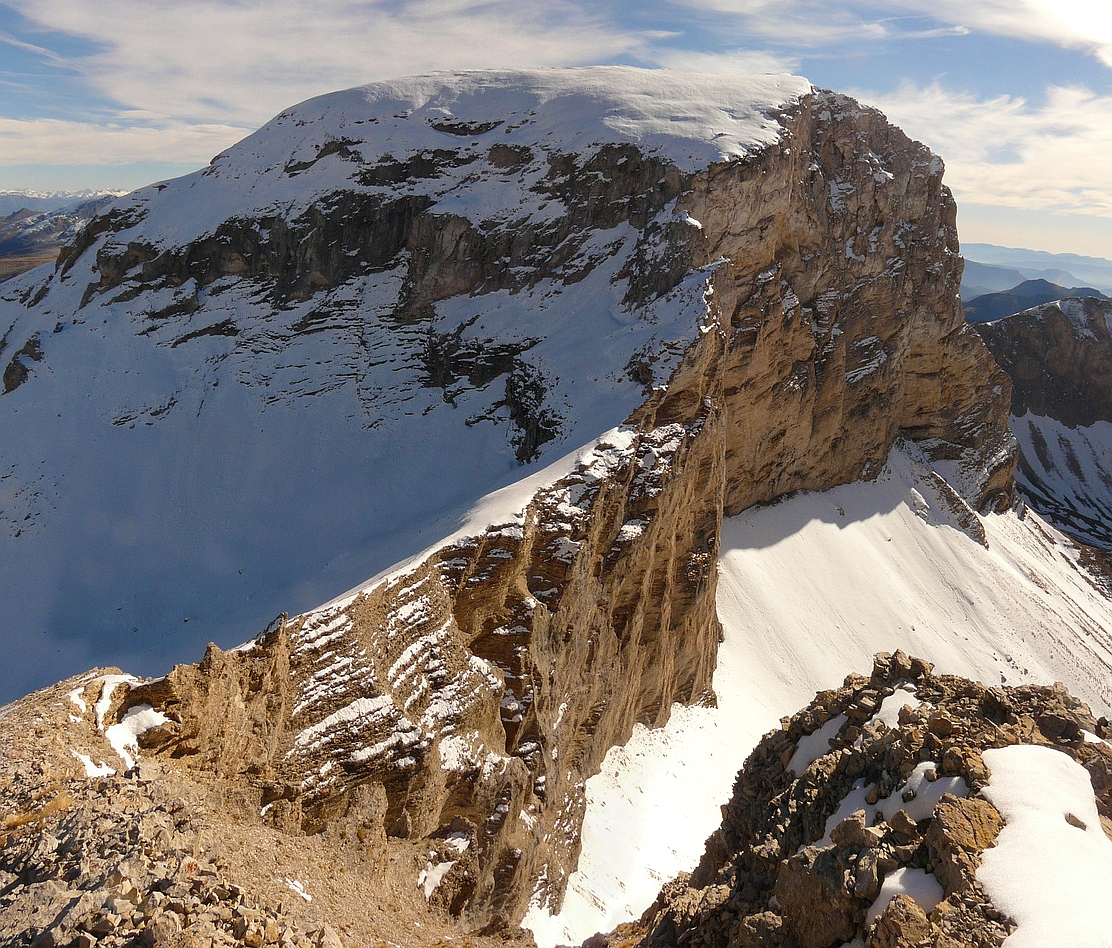
Le Rocher Rond (face nord).

Le bassin de Lus est situé à 1 000 m environ d'altitude). Le Rocher Rond, point culminant de la Drôme et du Parc Naturel Régional du Vercors, est à 2 453 m.
Sites particuliers :
- Aiglière (2 232 m) est un mont attesté en 1891. Il sépare la commune de celle d'Agnières (Hautes-Alpes)[2] ;
- les Aiguilles (ou la Crête-des-Aiguilles) (2 161 m) est un mont attesté en 1891. Il sépare la commune de celle de La Cluse (Hautes-Alpes)[3].

#### Géologie
Le centre village de Lus est ses proches hameaux se situent au cœur d'un pli synclinal d'axe nord-sud composé par des calcaires crétacés. La cuvette, vaste val où se concentrent les constructions anthropiques et les cultures, est constituée par des formations de sables éocènes mais principalement par la molasse rouge oligocène.
Ces formations tertiaires sont en partie recouvertes au nord par des dépôts quaternaires d'origine glaciaire (moraines), vestiges d'une ancienne langue du glacier du Drac en provenance du Trièves lors de la période du Riss[réf. nécessaire].
Le ruisseau du Lunel, drainant les eaux du Bochaine septentrional depuis le col de la Croix-Haute, longe la bordure ouest des formations tertiaires pour confluer avec le Buëch au niveau des Glacières. Le Buëch quant à lui traverse la cuvette transversalement, en recoupant par deux fois les formations sénoniennes qui dessinent la fermeture méridionale de la cuvette : une première fois à l'est, dans les gorges du Trabuëch et une seconde fois au sud-ouest entre Pinier et le Saleyras[réf. nécessaire].
Au hameau de la Jarjatte, les Aiguilles de Lus constituent la terminaison méridionale du chaînon Nord-Sud de l'Obiou. La ligne de crête traversant du Chamousset au Rocher Rond définit une partie de la limite départementale entre Drôme et Hautes-Alpes. Très érodées, les pointes montagneuses de Chamousset, de la Tête de Garnesier, du Roc de Garnesier (aussi appelée Tête de la Plainie), de Haut Bouffet (aiguille Sud) et de la Tête de Vachère sont formées par le Sénonien qui repose en discordance sur le substratum Barrémien très plissé. Le col des Aiguilles correspond à un pli synclinal d'axe Est-Ouest à cœur marneux apto-albien et encadré par le Barrémien composant Haut Bouffet et Serre Long.
Cette discordance, nommée « Discordance anté-Sénonienne de Dévoluy » est un site géologique remarquable de 276,91 hectares. En 2014, elle a été classée « trois étoiles » à l'« Inventaire du patrimoine géologique ».

### Hydrographie
- Le Buëch a sa source sur la commune, en haut du vallon de la Jarjatte (fusion des ravins de Fleyrard, des Clausis et de la Chaumette)[1].
- Le ravin les Aiguilles est attesté en 1891. C'est un affluent du Buëch (dénommé Trabuech en 1891)[3].
- Le Ruisseau de Merdari prend sa source sur la commune. C'est un affluent du Lunel[1]
- Le Ruisseau du Fay prend sa source sur la commune. C'est un affluent du Lunel[1]
- Le ruisseau le Lunel prend sa source sur la commune. C'est un affluent du Buëch[1]
- Le ruisseau le Riou prend sa source sur la commune. C'est un affluent du Buëch[1]
- Les Amayères est un ruisseau attesté en 1891. C'est un affluent du Lunel. À cette époque, il a un cours de 3,4 km, une largeur moyenne de 6 mètres, une pente de 245,50 m, un débit ordinaire de 0,40 m3, extraordinaire de 25 m3[8].

### Climat
Pour des articles plus généraux, voir Climat d'Auvergne-Rhône-Alpes et Climat de la Drôme.
En 2010, le climat de la commune est de type climat méditerranéen altéré, selon une étude du CNRS s'appuyant sur une série de données couvrant la période 1971-2000. En 2020, Météo-France publie une typologie des climats de la France métropolitaine dans laquelle la commune est exposée à un climat de montagne ou de marges de montagne et est dans la région climatique  Alpes du sud, caractérisée par une pluviométrie annuelle de 850 à 1 000 mm, minimale en été. 
Pour la période 1971-2000, la température annuelle moyenne est de 8,5 °C, avec une amplitude thermique annuelle de 16,6 °C. Le cumul annuel moyen de précipitations est de 1 030 mm, avec 8,3 jours de précipitations en janvier et 5,7 jours en juillet. Pour la période 1991-2020, la température moyenne annuelle observée sur la station météorologique installée sur la commune est de 9,0 °C et le cumul annuel moyen de précipitations est de 1 149,6 mm,. Pour l'avenir, les paramètres climatiques de la commune estimés pour 2050 selon différents scénarios d'émission de gaz à effet de serre sont consultables sur un site dédié publié par Météo-France en novembre 2022.
| Mois                                  | jan.           | fév.             | mars             | avril           | mai             | juin            | jui.            | août           | sep.            | oct.            | nov.             | déc.             | année      |
| ------------------------------------- | -------------- | ---------------- | ---------------- | --------------- | --------------- | --------------- | --------------- | -------------- | --------------- | --------------- | ---------------- | ---------------- | ---------- |
| Température minimale moyenne (°C)     | −3,4           | −3,4             | −0,5             | 2,1             | 5,9             | 9,2             | 11,1            | 11             | 7,8             | 4,8             | 0,4              | −2,5             | 3,5        |
| Température moyenne (°C)              | 0,9            | 1,3              | 4,8              | 7,8             | 11,7            | 15,6            | 18              | 17,9           | 13,7            | 9,9             | 4,7              | 1,5              | 9          |
| Température maximale moyenne (°C)     | 5,1            | 6                | 10,2             | 13,4            | 17,5            | 22              | 24,9            | 24,8           | 19,7            | 15              | 8,9              | 5,5              | 14,4       |
| Record de froid (°C) date du record   | −21 07.01.1985 | −22,8 12.02.1956 | −17,8 09.03.1955 | −13 07.04.1975  | −5,1 03.05.1979 | −2,2 04.06.1953 | 1,8 01.07.1980  | 1,7 31.08.1956 | −3,2 30.09.1974 | −7,2 31.10.1997 | −14,5 27.11.1985 | −20,9 25.12.1962 | −22,8 1956 |
| Record de chaleur (°C) date du record | 19,4 01.01.22  | 21,6 27.02.19    | 24,5 18.03.1993  | 25,4 27.04.1947 | 30,8 22.05.22   | 34,8 26.06.19   | 35,6 30.07.1983 | 35,7 23.08.23  | 31,4 16.09.1987 | 28,2 09.10.23   | 22 02.11.20      | 18,3 18.12.1987  | 35,7 2023  |
| Précipitations (mm)                   | 89,4           | 67,6             | 71,1             | 100,4           | 111,3           | 87,4            | 65              | 73,9           | 103,6           | 127,2           | 144,8            | 107,9            | 1 149,6    |

### Voies de communication et transports
Le col de la Croix-Haute est le point de passage de l'ancienne route nationale 75 devenue RD1075, route reliant Marseille à Grenoble.
La commune dispose d'une gare ferroviaire sur la ligne Lyon-Perrache - Marseille-Saint-Charles (via Grenoble) desservie par les TER de la relation Grenoble - Gap.

Les habitants avaient manifesté en 2014 pour sauver leur gare.

## Urbanisme

### Typologie
Au 1er janvier 2024, Lus-la-Croix-Haute est catégorisée commune rurale à habitat très dispersé, selon la nouvelle grille communale de densité à 7 niveaux définie par l'Insee en 2022.
Elle est située hors unité urbaine et hors attraction des villes,.

### Occupation des sols
L'occupation des sols de la commune, telle qu'elle ressort de la base de données européenne d’occupation biophysique des sols Corine Land Cover (CLC), est marquée par l'importance des forêts et milieux semi-naturels (82 % en 2018), une proportion sensiblement équivalente à celle de 1990 (81,6 %). La répartition détaillée en 2018 est la suivante : 
forêts (50,2 %), milieux à végétation arbustive et/ou herbacée (22,3 %), prairies (13,5 %), espaces ouverts, sans ou avec peu de végétation (9,6 %), zones agricoles hétérogènes (3,2 %), terres arables (1,1 %), zones urbanisées (0,3 %). L'évolution de l’occupation des sols de la commune et de ses infrastructures peut être observée sur les différentes représentations cartographiques du territoire : la carte de Cassini (XVIIIe siècle), la carte d'état-major (1820-1866) et les cartes ou photos aériennes de l'IGN pour la période actuelle (1950 à aujourd'hui).

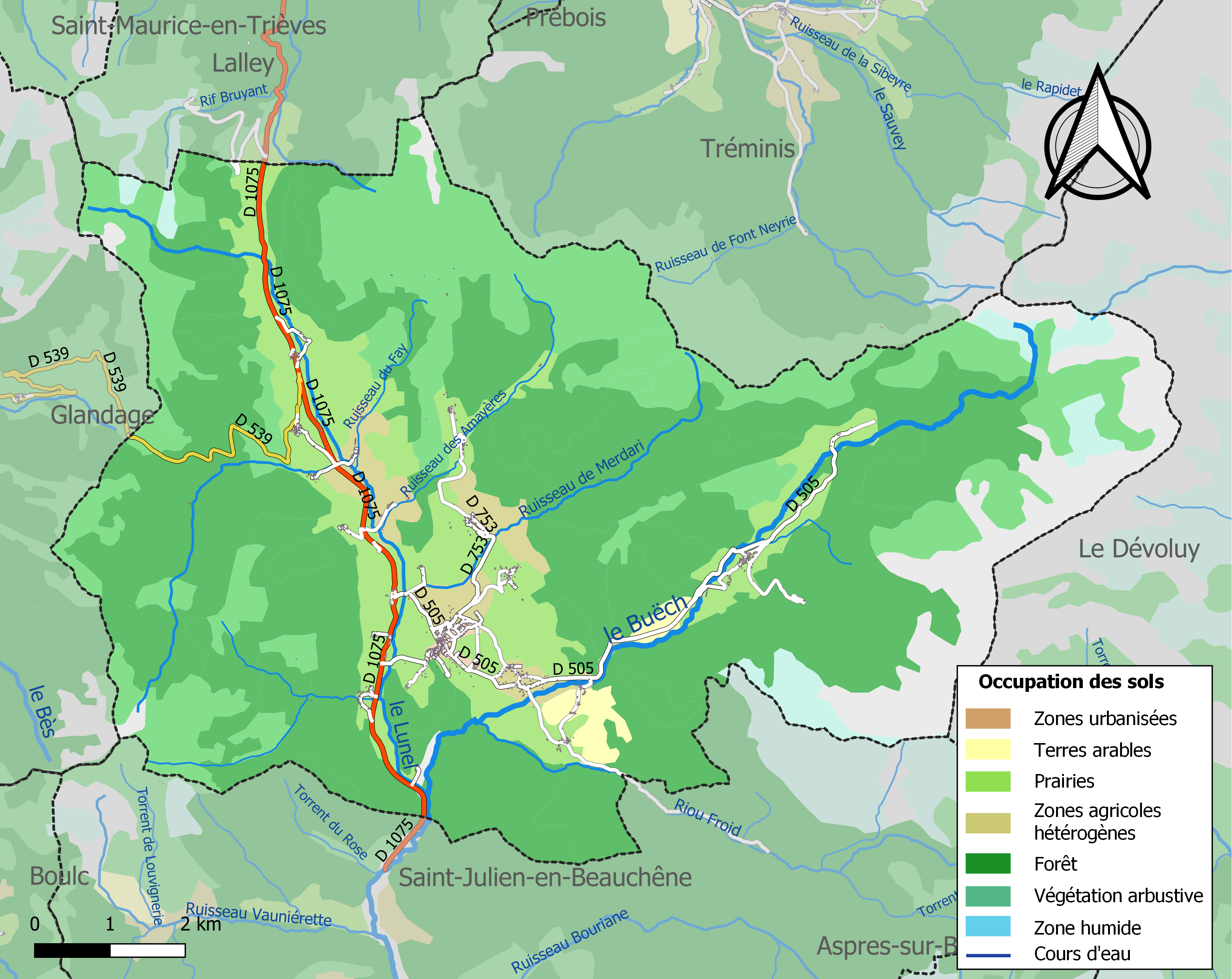
Carte des infrastructures et de l'occupation des sols de la commune en 2018 (CLC).

### Morphologie urbaine

#### Quartiers, hameaux et lieux-dits
Site Géoportail (carte IGN) :
- Cabane du Fleyrard
- Granges de Lus
- Grisail
- la Bessée
- la Caire
- la Croix Haute
- la Meyrie
- la Pépinière
- la Jarjatte
(ou la Jargeatte[20])
- Lauzier
- le Bel Hôte
- le Cheylar
- le Grand Logis
- les Amayères
- les Billons
- les Buis
- les Chaumets
- les Corréardes
- les Derbons
- les Fauries
- les Glacières,
- les Granges des Forêts
- les Lussettes
- les Marmottes
- les Miellons
- les Morlières
- les Oddolayes
- les Sièzes
- les Touches
- les Villageois
- le Trabüech
- Logis de l'Ours
- Mas Bourget
- Mas Rebuffat
- Serre Pouly
- Toussière

Autres sources :
- Le hameau de Toussière[20] (absent de la carte Géoportail).
- le Moulin de l'Ours[réf. nécessaire] (absent de la carte Géoportail).

Anciens quartiers, hameaux et lieux-dits :
- les Amayères est un hameau attesté en 1891[21].

### Projets d'aménagement
Mise à jour du plan local d'urbanisme (mai 2012).

## Toponymie
La commune se nomme Luns e la Crotz Nauta ou Lus-la-Crous-Auto en provençal[réf. nécessaire].

### Attestations
Dictionnaire topographique du département de la Drôme :
- 1022 : territorium quod nominantur Lunis, in comitatu Diense (cartulaire de Cluny, 3771) ;
- 1140 : mention de la vallée ou du mandement : vallis Lunis (cartulaire de Durbon) ;
- 1201 : Luns (cartulaire de Durbon) ;
- 1205 : mention de la vallée ou du mandement : vallis de Lus (cartulaire de Durbon) ;
- 1224 : castrum de Lunis (cartulaire de Die, 33) ;
- 1245 : mention du prieuré : prior de Lus (cartulaire de Durbon) ;
- 1272 : mention de l'église Saint-Étienne : ecclesia Sancti Stephani de Luns (cartulaire de Durbon) ;
- 1303 : homines de Lunnis (cartulaire de Durbon) ;
- 1304 : mention de la vallée ou du mandement : territorium et mandamentum de Lunis (cartulaire de Durbon) ;
- 1324 : mention de la paroisse : parrochia de Lunis (cartulaire de Durbon) ;
- (non daté) : mention de la paroisse : capella de Lunis (pouillé de Die) ;
- XIVe siècle : mention du prieuré : prioratus de Lunis (pouillé de Die) ;
- 1509 : mention de l'église paroissiale Saint-Étienne : ecclesia parrochialis Sancti Stephani de Lunis (visites épiscopales) ;
- 1516 : mention de la paroisse : cura de Lunis (pouillé de Die) ;
- 1644 : Luz (visites épiscopales) ;
- 1788 : Lus (alman ; du Dauphiné) ;
- 1891 : Lus-la-Croix-Haute, commune du canton de Châtillon-en-Diois.

### Étymologie
La dénomination Lus pourrait provenir du diminutif du mot Lunis, raccourcis au cours du temps. Lunis est un dérivé du terme lūna provenant du latin et désignant la Lune. Cette racine se retrouve notamment dans le mot lundi, Lunis dies, en latin "jour de la Lune". Ainsi, Vallis Lunis signifierait "La vallée de la Lune".

Le terme fusionné "La-Croix-Haute" provient vraisemblablement du col éponyme, point de frontière avec l'Isère à l'extrémité nord de la commune.

## Histoire
Pour un article plus général, voir Histoire de la Drôme.

### Du Moyen Âge à la Révolution
Vers l'an mil, Lus-la-Croix-Haute appartenait à la seigneurie de Trièves, propriété des anciens comtes de Diois[réf. nécessaire].
La seigneurie :
- Au point de vue féodal, Lus-la-Croix-Haute était une terre (ou seigneurie) du patrimoine des anciens comtes de Diois (puis des évêques de Die[20]).
- 1297 : une partie appartient aux Artaud ;
- 1344 : une partie appartient aux Montauban ;
- la totalité est acquise par Guillaume de Poitiers, seigneur de Barry ;
- 1464 : confisquée et donnée à François d'Eurre, favoris du roi Louis XI. En 1475, François se qualifie baron de Lus ;
- fin XVIe siècle : la terre appartient aux Armand ;
- elle passe (par mariage) aux Arbalestier ;
- milieu XVIIIe siècle : recouvrée par les Armand ;
- 1780 : passe aux Jarente, derniers seigneurs.

Présence d'un péage (supprimé au XVIIIe siècle).
Les évêques de Die jouèrent un rôle considérable dans l'histoire de la région.

Parmi leurs vassaux les plus importants était la famille Odde de Bonniot, co-seigneurs dans le Vercors, famille chevaleresque originaire de Lus-la-Croix-Haute et de ses environs qui s'est déplacée dans le Vivarais, à Orange, dans le Velay et pendant les guerres de religion aux Pays-Bas. Leurs descendants habitent toujours la Commune[réf. nécessaire].
Avant 1790, Lus-la-Croix-Haute était une communauté de l'élection de Montélimar, subdélégation de Crest et du bailliage de Die.

Elle formait une paroisse du diocèse de Die dont l'église, dédiée à saint Étienne, était celle d'un prieuré de l'ordre de Saint-Ruf dont le titulaire avait la collation de la cure et les dîmes.
La vallée ou mandement de Lus-la-Croix-Haute correspondait à la commune de ce nom.

### De la Révolution à nos jours
En 1790, Lus-la-Croix-Haute devient le chef-lieu d'un canton du district de Die, comprenant les municipalités de Bonneval, Boulc, Creyers, Glandage, Lus-la-Croix-Haute et Ravel. La réorganisation de l'an VIII (1799-1800) en fait une simple commune du canton de Châtillon-en-Diois.
En 1848, fut planté un peuplier noir d'Italie comme arbre de la Liberté. Il est toujours là.

## Politique et administration

### Tendance politique et résultats
Les tendances politiques sont en faveur de La France Insoumise arrivée en tête lors du premier tours des deux dernières élections présidentielles en 2017 et 2022.

### Liste des maires
| Période                                                                      | Période                      | Identité                             | Étiquette        | Qualité                                         |
| ---------------------------------------------------------------------------- | ---------------------------- | ------------------------------------ | ---------------- | ----------------------------------------------- |
| Les données manquantes sont à compléter. : de la Révolution au Second Empire |                              |                                      |                  |                                                 |
| 1790                                                                         | 1800                         | ?                                    |                  |                                                 |
| 1800                                                                         | 1817                         | Antoine Laurens                      |                  |                                                 |
| 1817                                                                         | 1820                         | Jean Gaude                           |                  |                                                 |
| 1820                                                                         | 1840                         | Antoine Rougier                      |                  |                                                 |
| 1840                                                                         | 1848                         | César Alexandre Favier               |                  |                                                 |
| 1848                                                                         | 1865                         | Charles Auguste Rougier              |                  |                                                 |
| 1865                                                                         | 1878                         | Xavier Correard                      |                  |                                                 |
| Les données manquantes sont à compléter. : depuis la fin du Second Empire    |                              |                                      |                  |                                                 |
| 1878                                                                         | 1896                         | Célestin Joseph Jouve                |                  |                                                 |
| 1896                                                                         | 1908                         | Pierre Mathieu                       |                  |                                                 |
| 1908                                                                         | 1912                         | Charles Menassier                    |                  |                                                 |
| 1912                                                                         | 1919                         | Pierre Mathieu                       |                  |                                                 |
| 1919                                                                         | 1935                         | Adrien Girard                        |                  |                                                 |
| 1935                                                                         | 1945                         | Anatole Philip                       |                  |                                                 |
| 1945                                                                         | 1959                         | Georges Baffert                      |                  |                                                 |
| 1959                                                                         | 1965                         | Henri Desmoulin                      |                  |                                                 |
| 1965                                                                         | 1971                         | Oswald Arnaud                        |                  |                                                 |
| 1971                                                                         | 1977                         | André Durand                         |                  |                                                 |
| 1977                                                                         | 2001                         | René Parron                          | (sans étiquette) | scieur                                          |
| 2001                                                                         | 2008                         | Alain Matheron                       | (sans étiquette) | enseignant conseiller général                   |
| 2008                                                                         | 2014                         | Ginette Giovanella                   | (sans étiquette) | intendante                                      |
| 2014                                                                         | 2020                         | Alain Matheron                       | (sans étiquette) | président de la communauté de communes du Diois |
| 2020                                                                         | En cours (au 9 janvier 2021) | Laurent Bernard[source insuffisante] | (sans étiquette) | espaces verts                                   |

## Population et société

### Démographie
L'évolution du nombre d'habitants est connue à travers les recensements de la population effectués dans la commune depuis 1793. Pour les communes de moins de 10 000 habitants, une enquête de recensement portant sur toute la population est réalisée tous les cinq ans, les populations de référence des années intermédiaires étant quant à elles estimées par interpolation ou extrapolation. Pour la commune, le premier recensement exhaustif entrant dans le cadre du nouveau dispositif a été réalisé en 2005.

En 2022, la commune comptait 525 habitants, en évolution de −4,37 % par rapport à 2016 (Drôme : +2,64 %, France hors Mayotte : +2,11 %).
| 1793  | 1800  | 1806  | 1821  | 1831  | 1836  | 1841  | 1846  | 1851  |
| ----- | ----- | ----- | ----- | ----- | ----- | ----- | ----- | ----- |
| 1 518 | 1 759 | 1 564 | 1 710 | 1 745 | 1 838 | 1 637 | 1 711 | 1 639 |

| 1856  | 1861  | 1866  | 1872  | 1876  | 1881  | 1886  | 1891  | 1896  |
| ----- | ----- | ----- | ----- | ----- | ----- | ----- | ----- | ----- |
| 1 449 | 1 556 | 1 546 | 1 503 | 1 721 | 1 550 | 1 484 | 1 352 | 1 258 |

| 1901  | 1906  | 1911  | 1921 | 1926 | 1931 | 1936 | 1946 | 1954 |
| ----- | ----- | ----- | ---- | ---- | ---- | ---- | ---- | ---- |
| 1 174 | 1 137 | 1 075 | 931  | 851  | 743  | 719  | 705  | 600  |

| 1962 | 1968 | 1975 | 1982 | 1990 | 1999 | 2005 | 2006 | 2010 |
| ---- | ---- | ---- | ---- | ---- | ---- | ---- | ---- | ---- |
| 573  | 487  | 479  | 412  | 428  | 437  | 466  | 476  | 517  |

| 2015 | 2020 | 2022 | - | - | - | - | - | - |
| ---- | ---- | ---- | - | - | - | - | - | - |
| 549  | 528  | 525  | - | - | - | - | - | - |

### Services et équipements
- ADMR[réf. nécessaire].
- Agence postale[réf. nécessaire].
- Gendarmerie[réf. nécessaire].
- Météorologie nationale[20].
- Office national des forêts[réf. nécessaire].
- Sapeurs-Pompiers[réf. nécessaire].

### Enseignement
- La commune dispose d'une école primaire[réf. nécessaire].

### Santé
- cabinet Infirmier[réf. nécessaire],
- médecin[réf. nécessaire],
- ostéopathe[réf. nécessaire],
- psychologue[réf. nécessaire].

Animaux :
- vétérinaire[réf. nécessaire].

### Manifestations culturelles et festivités
- Fête votive (ou patronale) : en juillet (hameau de la Jarjatte)[20].
- Fête : le premier dimanche d'août[20].

### Loisirs
- Champignons[réf. nécessaire].
- Chasse (dont gros gibier)[réf. nécessaire].
- Pêche[20].
- Piscine[réf. nécessaire].
- Moto, ultra-trail, véhicule tout-terrain (quad, 4x4) [réf. nécessaire].
- Randonnées : la commune est traversée par les GR 93, GR 94, GR de Pays Tour du Buëch, GR de Pays Tour du Dévoluy[1].

### Sports
- Equitation (en 1992)[20].
- Escalade et Via Ferrara[33].
- Football[réf. nécessaire].
- Ski alpin, ski de piste, ski de fond[réf. nécessaire].
- Tennis[réf. nécessaire].
- Volley[réf. nécessaire].

### Médias
L'église et la communauté catholique de Lus sont rattachées à la paroisse Saint-Marcel en Diois, laquele couvre 37 communes et dépend du Diocèse de Valence.

## Économie

### Agriculture
En 1992 : bois (sapin), pâturages, élevage. En 2021 : polyculture, maraichage, élevage, apiculture (miel)[réf. nécessaire].
- Foire : premier week-end de septembre (en 1992)[20]. Elle semble avoir été supprimée depuis[réf. nécessaire].

### Commerce
- Alimentation (Proxy)[réf. nécessaire].
- Boucher[réf. nécessaire].

### Tourisme
- Syndicat d'initiative (en 1992)[20] (office du tourisme).
- Station climatique d'été[20].
- Colonies de vacances « Saint-Augustin »[réf. nécessaire] et « Couleur Nature » à la Jarjatte[réf. nécessaire].
- Station de ski[20] de Lus-La Jarjatte) : randonnées en raquettes[réf. nécessaire].

## Culture locale et patrimoine

### Lieux et monuments
- Château ruiné aux Corréardes[20].
- Château ruiné du Pignier[20].
- Tour de Grisail[réf. nécessaire].
- Fours banaux[réf. nécessaire].
- Chapelle des Templiers (d'origine XIIe siècle) au hameau de Toussière[20] (ruinée)[réf. nécessaire].
- Église (en partie du XIIIe siècle)[20].

Église Saint-Étienne[réf. nécessaire].
- Église des Lussettes[20].

Église Saint Roch (aux Lussettes)[réf. nécessaire].
- Chapelle du XVIIIe siècle : (vierge du XVIIe siècle) au hameau de la Jargeatte[20] (ou Jarjatte).
- Maisons avec voûtes intérieures[20].
- Fontaines[réf. nécessaire].

### Patrimoine naturel
- Environnement forestier de haute montagne[20].
- Forêt communale (sapins, hêtres, pins noirs, mélèzes)[20].
- Grottes[20].
- Vallon de la Jarjatte (site inscrit)[20] (ou Jargeatte[1]) : sa flore alpine[20] et sa magnifique cascade de Mougious[réf. nécessaire].

La commune fait partie du Parc naturel régional du Vercors et du Réseau Natura 2000.

### Personnalités liées à la commune
- Mathéo Jacquemoud (né en 1990 à Lus-la-Croix-Haute) : champion en ski-alpinisme.

### Héraldique, logotype et devise
|  | Lus-la-Croix-Haute possède des armoiries dont l'origine et le blasonnement exact ne sont pas disponibles. |